# العشق الأسود (مسلسل)
العشق الأسود (بالتركية: Kara Para Aşk)معروف أيضًا بـ العشق المشبوه واسمه الحقيقي  حب المال الأسود  هو مسلسل تلفزيوني درامي رومانسي تركي مدبلج للعربية عن المسلسل التركي العشق الاسود (Kara Para Aşk)، من بطولة توبا بويوكستون وانجين أكيوريك.

## أهم الشخصيات
| اسم الشخصية                                             | الدور                                                                        |
| ------------------------------------------------------- | ---------------------------------------------------------------------------- |
| أيطاتش أرمان (أحمد دنيزر)                               | زوج زرين ووالد أصلي وإيليف ونيلوفر                                           |
| نباهت جهره (زرين دنيزر)                                 | زوجة أحمد ووالدة أصالة وإيلين وروشان وجدة جان                                |
| توبا بويوكستون (إيلين دنيزر "في النسخة الأصلية إليف")   | ابنة أحمد وزرين وأخت أصلي ونيلوفير                                           |
| عمر دمير انجين أكيوريك                                  | خطيب سيبال ومحقق                                                             |
| هازال تورسان (أصلي دنيزار "في النسخة الأصلية أصلي")     | أخت إيليف وزوجة طانر                                                         |
| بسطمسو اوزدمير (روشان دنيزر "في النسخة الأصلية نيلوفر") | الأخت الصغرى أصلي وإيليف(أصالة وايلين)                                       |
| سركان كورو (طانر)                                       | زوج أصاي دنيزر (أصالة)                                                       |
| أركان كان (طاهر دوندار "في النسخة الأصلية طيار")        | رجل أعمال وفي نفس الوقت بارون مخدرات                                         |
| سايجين سويسال (متين دوندار)                             | (الذراع الأيمن) لطيار دوندار وابنه ولكنه لا يعترف به كابن ويدعي أنّه ابن أخيه |
| تووانا توركان (بهار تشنار)                              | صديقة الطفولة لإيليف والحب الكبير لافانت                                     |
| أويكو قرايال (ايبيك)                                    | خطيبة عمر السابقة                                                            |
| داملا جولباي (ديميت)                                    | ابنه حسين دمير تعمل في شركة عائلة دينزار                                     |
| علي رينش (مارت دوندار)                                  | ابن طاهر (طيار دوندار) يعمل مع ديميت ابنه حسين في الشركة                     |
| إيلكين توفيكتشي (بيلين)                                 | مفوضة شرطة في فرع الجريمة المنظمة صديقة الاكاديمية ل عمر ديمير وأردا         |
| أحمد تانسو تاشانلار (اردا)                              | مفوض بشرطة المخابرات الصديق المقرب لعمر دمير وبيلين                          |

## القصة
يتمحور المسلسل حول شخصيتين تجمع بين محقق اسمه عمر ديمير مع مصممة جواهر من روما اسمها إيلين دينيزر.
إيليف هي فتاة مصممة مجوهرات مشهورة تعود من مكان إقامتها روما إلى موطنها الأصلي إسطنبول للأحتفال مع عائلتها بعيد مولدها ال30 وتتفاجأ بحفلة ضخمة أعدها لها والدها أحمد دينيزر بحضور كافة العائلة والأصدقاء وأهداها شركة العائلة كهدية.
بينما الشخصية الأخرى عن محقق يعمل ضمن مكتب فرع الجرائم ويحصل على إجازة مدتها شهر لإقامة عرسه المنتظر مع خطيبته سيبال أنداش بإسطنبول. ظروف المسلسل تجمع بين الشخصيتين، وتنشأ قصة حب بينهما على الرغم من مواجهتما للصعاب من قبل المافيا.

## الترشيحات والجوائز
| السنة                                                                                                  | الفئة                                        | المرشح                                     | النتيجة |
| --- | -------------------------------------------- | ------------------------------------------ | ------- |
| جائزة المسلسلات التلفزيونية لعام 2014                                                                  | أفضل سلسلة دراما                             | العشق المشبوه (العشق الأسود) Kara Para Aşk | فوز     |
| جائزة المسلسلات التلفزيونية لعام 2014                                                                  | أفضل ممثل                                    | انجين أكيوريك                              | فوز     |
| جائزة المسلسلات التلفزيونية لعام 2014                                                                  | أفضل ممثلة                                   | توبا بويوكستون                             | فوز     |
| جائزة المسلسلات التلفزيونية لعام 2014                                                                  | أفضل ممثلة مساعدة                            | إيلكين توفيكشي                             | فوز     |
| إختيار أفضل ممثل أو ممثلة من قبل RaniniTv                                                              | أفضل دراما حديثة                             | انجين أكيوريك                              | فوز     |
| الأفضل لعام 2014 من قبل RaniniTv                                                                       | أفضل موسيقى من المسلسلات                     | العشق المشبوه Kara Para Aşk                | فوز     |
| جمعية راديو وتلفزيون الصحفيين (RTGD) قدمت جوائز أكاديمية الإعلام بعنوان أفضل مسلسل تلفزيوني لعام 2014  | أفضل مسلسل لعام 2014                         | العشق المشبوه Kara Para Aşk                | فوز     |
| جمعية راديو وتلفزيون الصحفيين (RTGD) قدمت جوائز أكاديمية الإعلام بعنوان أفضل ممثلة تلفزيونية لعام 2014 | أفضل ممثلة تلفزيونية لعام 2014               | توبا بويوكستون                             | فوز     |
| حفل توزيع جوائز مقدمة من مجلس التصدير (Export Council)                                                 | أفضل 3 منتجات مسلسلات تركية صدرت لبلدان أخرى | العشق المشبوه Kara Para Aşk                | فوز     |
| جوائز جمعيات "الإكترونيات الكهربائية" و "مصدري الخدمات الثقافية"                                       | نجم "التصدير"                                | توبا بويوكستون                             | فوز     |
| جوائز جمعيات "الإكترونيات الكهربائية" و "مصدري الخدمات الثقافية"                                       | نجم "التصدير"                                | انجين أكيوريك                              | فوز     |
| "جوائز مهرجان مارجوني" منظمة من قبل جامعة بورصة " فرع الإذاعة والتلفزيون" بتركيا                       | أفضل ممثلة لعام 2015                         | توبا بويوكستون                             | فوز     |
| "جوائز مهرجان مارجوني" منظمة من قبل جامعة بورصة " فرع الإذاعة والتلفزيون" بتركيا                       | أفضل ممثل لعام 2015                          | انجين أكيوريك                              | فوز     |
| "جوائز مهرجان مارجوني" منظمة من قبل جامعة بورصة " فرع الإذاعة والتلفزيون" بتركيا                       | أفضل ممثل من فئة مساعد                       | أركان جان                                  | فوز     |
| جوائز المسلسلات التلفزيونية 2015                                                                       | أفضل ممثل                                    | انجين أكيوريك                              | فوز     |
| جوائز المسلسلات التلفزيونية 2015                                                                       | أفضل ممثلة                                   | توبا بويوكستون                             | فوز     |
| جوائز المسلسلات التلفزيونية 2015                                                                       | أفضل ممثلة مساعدة                            | بستمسو أوزديمير                            | فوز     |
| جوائز المسلسلات التلفزيونية 2015                                                                       | أفضل ممثل مساعد                              | سايجين سويسال                              | فوز     |
| جوائز دراما سيؤول العالمية 2015                                                                        | أفضل جائزة مالية لممثل                       | انجين أكيوريك                              | فوز     |
| جوائز إيمي العالمية 2015                                                                               | أفضل أداء تمثيلي                             | انجين أكيوريك                              | رُشِّح     |

## نسخة أخرى
إمبراطورية الأكاذيب، مسلسل مكسيكي عام 2020 للمنتجة غيزيل غونزاليس، وبطولة أنجيليك بوير و أندريس بالاسيوس.

## روابط خارجية
- العشق المشبوه على موقع IMDb (الإنجليزية)
- العشق المشبوه على موقع نتفليكس (الإنجليزية)
- العشق المشبوه على موقع كينوبويسك (الروسية)
- العشق المشبوه على موقع ألو سيني (الفرنسية)
- العشق المشبوه على موقع قاعدة بيانات الفيلم (الإنجليزية)